# Laksmi Rodríguez
Laksmi Rodríguez de la Sierra Solórzano (San Cristóbal; 19 de noviembre de 1985) es una reina de belleza venezolana, quien participó en el certamen de Miss Venezuela 2008 representando al estado Monagas, resultando ganadora de la banda de Miss Venezuela International, lo que le otorgó el derecho de representar a su país en el certamen Miss Internacional 2009, realizado en Chengdu, China, el 28 de noviembre de 2009, donde logró clasificar entre las 15 semifinalistas.
Laksmi también participó en el Miss Supranacional 2010, donde logró avanzar hasta las diez finalistas, ocupando finalmente la sexta posición.

## Vida y carrera

### Primeros años y educación
Rodríguez es estudiante del octavo semestre de comunicación social en la Universidad Santa María en Caracas. Mide 178 cm y sus medidas son 90-61-90.

## Concursos de belleza

### Miss Venezuela 2008
Rodríguez fue seleccionada para representar al estado Monagas en el Miss Venezuela 2008. Compitiendo con otras 27 candidatas. Al final del evento, el 10 de septiembre de 2008, en el Poliedro de Caracas, fue coronada por su antecesora, Dayana Colmenares, como Miss Venezuela Internacional 2008.
Además de ello, el diseñador Gionni Straccia, obtuvo el galardón al 'Mejor Diseño' en traje de noche, que fue entregado por primera vez en la historia del concurso; ello gracias a la creación llevada por Laksmi en la noche final.

### Miss Internacional 2009
El 28 de noviembre de 2009, Laksmi representó a Venezuela en el Miss Internacional 2009; evento celebrado en el Sichuan International Tennis Center, en Chengdu, Sichuan, China. Al final del evento logró posicionarse dentro del Top 15.

### Miss Supranational Venezuela 2010
Posteriormente a esto, la Organización Miss Venezuela en conjunto con Osmel Sousa, deciden seleccionarla a ella para representar al país en el Miss Supranacional 2010.

### Miss Supranacional 2010
Rodríguez finalmente representó a Venezuela en el certamen Miss Supranacional 2010, el 28 de agosto de 1010, en el Anfiteatro Strzelecki Park, en Plock, Polonia; donde logró posicionarse dentro del Top 10, en sexto lugar. Además, fue elegida como reina continental de las Américas en dicha edición. Laskmi se convirtió en la primera representante venezolana en clasificar en dicho concurso.

## Vida personal
Lleva una relación de tiempo con el cantante chileno, Beto Cuevas, exvocalista de La Ley; incluso se afirmó que estaban juntos aún cuando este era pareja de la actriz Bárbara Mori y esta última a su vez de Elías Wehbe, quien falleció.
El día jueves, 11 de abril de 2013, mientras ella y un acompañante se dirijan a su residencia en Bello Monte, Caracas, fueron interceptados por un grupo de antisociales quienes le dispararon al vehículo en el que se encontraban.
En el evento, Rodríguez recibe un disparo en el tórax del cual se recuperaría satisfactoriamente. Sin embargo, su amigo, fallecería horas después en el hospital.